# Kosmologie
Kosmologie is de wetenschap die de globale structuur en de evolutie van het heelal bestudeert.

## Geschiedenis van de kosmologie

### Oudheid
In de oudheid en zelfs in de prehistorie keek de mens even verwonderd en bewonderend naar het heelal als later nog het geval was. Men nam fenomenen aan de hemel waar en ontwierp hypothesen voor hun samenhang. Bekend is dat de oude Indusbeschaving zich onderscheidde door een consistente kennis op dat gebied, evenals de beschaving van het oude Egypte en die van Mesopotamië. Deze drie oudste beschavingen benutten deze kennis voor het berekenen en bepalen van de tijd. Dit was van vitaal belang omdat de landbouw ervan afhankelijk was. De tijdstippen waarop regens of hoog water konden verwacht worden, waarop gezaaid en geoogst diende te worden, waren bijvoorbeeld afgeleide gegevens die deze beschavingen hielpen in stand houden.
Oude mythologieën, zoals de Mesopotamische of de die van noordelijk Europa met haar Ginungagaptheorie, bevatten reeds in symbolische termen en eigentijdse beelden een samenhangende visie op het ontstaan van de werelden in de kosmos door toedoen van ordenende scheppingkrachten die nadien gepersonifieerd werden.
De oude Grieken kwamen bij hun filosofische bespiegelingen over de wereld ook met het terrein van het ontstaan en de opbouw van het universum in aanraking. Door gebruik te maken van Babylonische gegevens en eigen waarnemingen met het blote oog aan de hemel kwamen wetmatigheden aan het licht waaraan zon, maan, planeten en sterren leken te gehoorzamen. De Grieken streefden naar een consistente verklaring waarin niet enkel plaats was voor deze eenvoudige periodiciteiten, maar ook voor de ingewikkelde retrograde bewegingen van de planeten en de precessiebeweging van de aardas. Het systeem moest ook in staat zijn nauwkeurige voorspellingen te doen.
Rond de tijd van het hellenisme werd het geocentrische wereldbeeld van de Ionische natuurfilosoof Anaxagoras populair. De aarde stond onbeweeglijk in het centrum van het heelal en de zon, de maan en de planeten draaiden om de aarde. De hemellichamen werden verondersteld vastgemaakt te zijn aan doorzichtige 'sferen' of bollen die in elkaar nestelden en door hun draaiingen de indruk van de banen der planeten en sterren gaven. Claudius Ptolemaeus beschreef in 140 na Chr. de ingewikkelde synthese van dit systeem in de Almagest, die eeuwenlang de kosmologie in het Westen zou bepalen. Een alternatief heliocentrisch wereldbeeld was enkele eeuwen eerder al voorgesteld door Aristarchus van Samos. Hij berekende de afstand tot de maan en de zon, en de grootte van zijn heelal zou volgens de berekeningen van Archimedes neerkomen op (omgerekend) ongeveer 1 lichtjaar.
Hoewel de oude Grieken de aarde slechts beschouwden als een stip in het heelal, was het geocentrische heelal noodzakelijk relatief klein. Als bijvoorbeeld de aarde rond de zon zou draaien, zou de helderheid van de sterren moeten toe- of afnemen, naargelang de aarde dichter bij of verder van de sterren zou komen. Omdat er geen variatie in helderheid waargenomen kon worden, zou dit betekenen dat de sterren onwaarschijnlijk ver zouden staan. Ook andere argumenten maakten een heliocentrisch wereldbeeld destijds onaannemelijk, maar met het systeem van Ptolemaeus konden vele problemen toch ook niet verklaard worden.

### Nieuwe tijd
De moderne kosmologie begon met de inzichten van Copernicus, waarmee afscheid genomen werd van het oude van oorsprong Griekse geocentrische wereldbeeld. Toen de astronomie een empirische wetenschap werd, waarbij inzichten getoetst werden aan waarnemingen, namen de inzichten in de kosmos toe. Tycho Brahe deed aan het eind van de zestiende eeuw nauwkeurige observaties van de planeetbanen en op grond van die gegevens kon zijn assistent Johannes Kepler zijn beroemde wetten opstellen. Door gebruik te maken van de wiskunde als hulpwetenschap in de astronomie kon Kepler nauwkeurige berekeningen maken.
De berekeningen zijn nog niet helemaal voluit.

### Uitvinding van de telescoop
Door de uitvinding van de telescoop kon Galilei de manen van Jupiter observeren en een heliocentrische theorie naar voren brengen. Ondanks tegenwerking van de Rooms-Katholieke Kerk, die Galilei negen jaar voor zijn dood levenslang huisarrest had opgelegd, was de vooruitgang van de wetenschappelijke astronomie niet meer tegen te houden. De zwaartekrachtwetten van Isaac Newton gaven een rekenmethode voor objecten op grote afstand. Door het werk van Kepler, Copernicus en vooral Isaac Newton kreeg de wiskunde een belangrijke plaats in de kosmologie. Veel kosmologische problemen bleken door wiskundige vergelijkingen te kunnen worden opgelost.
De technologische vooruitgang maakte steeds betere waarnemingen mogelijk. William Herschel kon dankzij zijn grote zelfgebouwde telescoop andere sterrenstelsels waarnemen en stelde een theorie op waarbij de zon onderdeel van zo'n eilandnevel was, een idee dat eerder door filosoof Immanuel Kant naar voren was gebracht. Het inzicht dat de zon onderdeel is van zo'n sterrenstelsel betekende een definitief einde van het heliocentrisme, waarbij de zon het middelpunt van het universum was.
De relativiteitstheorie van Albert Einstein, die eveneens voornamelijk wiskundig was, gaf diepgaand inzicht in de zwaartekracht en in wat er met ruimte en tijd gebeurt bij snelheden in de buurt van de lichtsnelheid.
Onderzoek aan de Melkweg werd gedaan door bekende Nederlandse astronomen als Jacobus Cornelius Kapteyn en Jan Hendrik Oort, waardoor inzicht in de structuur en de rotatie van de Melkweg werd gegeven. Uit waarnemingen van Vesto Slipher en anderen leidde Georges Lemaître in 1927 af dat het heelal uitdijt. In 1929 toonde Edwin Hubble aan dat hoe verder sterrenstelsels van ons af stonden, hoe sneller ze zich van ons leken te verwijderen. Dit gegeven ondersteunde de theorie van het uitdijende heelal en gecombineerd met de relativiteitstheorie was dit aanleiding voor de hete oerknaltheorie van George Gamow, Ralph Alpher en Robert Herman.

### Oerknal
De huidige kosmologische inzichten, die op zeer veel en zeer nauwkeurige astronomische waarnemingen zijn gebaseerd, laten een heelal zien dat 13,7 miljard jaar geleden is ontstaan.
De oerknaltheorie stelt dat het heelal is ontstaan uit een heet puntvormig begin met oneindige dichtheid van de materie en oneindige temperatuur. Dit wordt een singulariteit genoemd. De kern van een zwart gat bestaat ook uit een singulariteit en dit eerste begin van de kosmos heeft hier veel overeenkomsten mee. Tijdens de eerste minuten ontstonden elementaire deeltjes, waaruit de elementen waterstof en helium ontstonden. Hieruit konden na zo'n 200 miljoen jaar de eerste sterren en sterrenstelsels worden gevormd.
De kwantummechanica gaf inzicht in het gedrag van de elementaire deeltjes in de eerste minuten van het heelal. Grote deeltjesversnellers, zoals bij CERN en het Fermilab, maakten het mogelijk waarnemingen te doen aan deeltjes bij hoge botsingsenergieën.

### Recente ontwikkelingen
Tegenwoordig zijn er verschillende nieuwe theorieën voorgesteld waarvan de snaartheorie de bekendste is. Deze moet antwoord geven op de vraag hoe de zwaartekracht met de elektromagnetische kracht, de zwakke wisselwerking en de sterke wisselwerking verenigd kan worden, en wat de zwaartekracht is op zeer kleine afstanden, kleiner dan de plancklengte, de zogenaamde superzwaartekracht. De superzwaartekracht zou een rol spelen in een zwart gat of aan het begin van de oerknal. Deze nieuwe theorie, hoewel veelbelovend, is nog speculatief. De Nederlandse fysicus Erik Verlinde heeft in 2009 een theorie gepresenteerd die een alternatieve verklaring geeft over de werking van de zwaartekracht. Parallel aan deze wetenschappelijke ontwikkelingen is er een alternatieve kosmologie, de plasmakosmologie, ontstaan waarin niet de zwaartekracht maar elektromagnetische krachten een hoofdrol spelen.

## Thema's in de kosmologie

### Uitdijing van het heelal
In 1998 werd door onderzoek aan verre supernova's ontdekt dat het heelal sneller uitdijt dan vlak na de oerknal. Er wordt verondersteld dat dit komt door donkere energie, die als een soort anti-zwaartekracht werkt.
Het is zeer waarschijnlijk dat het heelal tussen 10−35 tot 10−33 seconde na de oerknal een factor 1050 keer zo groot werd. De snelheid van uitdijen was in die kortstondige periode vele malen groter dan de lichtsnelheid. Dit is niet in tegenspraak met de relativiteitstheorie, omdat het om de uitdijing van de ruimte zelf gaat en niet om de snelheid van deeltjes zoals fotonen. Deze versnelde uitdijing wordt de inflatietheorie van de oerknal genoemd.
De uitdijingssnelheid schijnt een zeer kritisch evenwicht te vertonen. Was deze een fractie minder geweest, dan zou het heelal binnen een paar seconden weer zijn ineengestort; was zij een fractie meer geweest, dan zou de vorming van sterrenstelsels onmogelijk zijn geweest.

### Ontstaan van de verschillende elementen
Zoals hierboven vermeld ontstonden volgens de oerknaltheorie de eerste elementen, waterstof en (een klein percentage) helium, vlak na deze oerknal. Toen konden hieruit de eerste sterren gevormd worden. Maar de vraag is dan: hoe zijn de andere elementen ontstaan? Volgens de meest geaccepteerde theorie zijn deze in de eerste generatie sterren van na de oerknal gevormd. Een ster straalt energie uit doordat in zijn kern waterstof fuseert tot helium. De opgewekte fusie-energie werkt de druk van de zwaartekracht tegen waardoor een evenwicht ontstaat. Zolang dit evenwicht bestaat is de ster stabiel. Tijdens de laatste fase in het leven van een (zware) ster, als de waterstof opraakt, gaat helium fuseren tot nog zwaardere elementen. Hierbij raakt de ster instabiel, waarbij deze kan overgaan tot een nova. Hierbij worden delen van de buitenste sterlagen, die ook zwaardere elementen bevatten, de ruimte ingestoten. Het fusieproces met beurtelings vorming van steeds zwaardere elementen en afstoten van buitenlagen gaat door totdat het element ijzer is gevormd. Hierna is geen exotherme fusie meer mogelijk, doordat fusie van ijzer tot zwaardere elementen geen energie meer oplevert maar energie kost. Dan zal de ster langzaam gaan afkoelen tot een zwarte dwerg. Een zware ster (verschillende keren zwaarder dan de zon) zal op het moment dat het ijzerfusieproces "dooft" imploderen, waarbij de (ijzer)kern instort. Hierbij wordt zoveel zwaartekrachtdruk op de kern uitgeoefend dat de ijzeratomen met een kettingreactie (door snelle neutronenvangst) alsnog fuseren tot zwaardere elementen, tot en met een groot aantal  transuranen toe. Tijdens deze kettingreactie worden de buitenste lagen van de ster en grote delen van de kern de ruimte ingeblazen zodat ook de zwaardere elementen door de ruimte verspreid worden. Dit is een supernova. De halveringstijd van de transuranen is zo klein dat deze elementen de tijd tot planeetvorming niet overleven. Uranium is daarmee het zwaarste natuurlijke element op aarde.
Pas de sterren van de tweede generatie, gevormd uit met zware elementen verrijkt interstellair stof en gas, kunnen ook van aardachtige planeten vergezeld worden. Op dit soort planeten kon het leven zoals wij dat kennen ontstaan.

### Donkere materie
Het heelal blijkt voor slechts 4 procent uit atomen te bestaan, materie zoals wij die kennen. De rest wordt gevormd door onbekende koude donkere materie (23%) en donkere energie (73%). Dit is vastgesteld uit waarnemingen met behulp van de WMAP-satelliet in 2003. Waaruit die donkere materie en donkere energie bestaan is nog onbekend.

### Structuur van het heelal
Door onderzoek van de roodverschuiving van meer dan 220.000 sterrenstelsels (The 2dF Galaxy Redshift Survey) heeft men inzicht gekregen in hoe het heelal er op grote schaal uitziet. Sterrenstelsels blijken clusters te vormen. De melkweg maakt deel uit van de lokale groep die weer onderdeel is van een groter geheel van sterrenstelsels. Op grote schaal ziet het heelal er uit als een soort schuim: grote clusters, die grote leegten omsluiten, de zogenaamde voids. Op een nog grotere schaal van 350.000.000 lichtjaar of meer is het heelal volkomen homogeen.

## Multidisciplinair
Inzicht in de structuur, het heden, verleden en de toekomst van de kosmos kwam niet alleen van astronomische waarnemingen. Vele gebieden van de wetenschap geven inzichten die de kosmologie in belangrijke mate verder brengen. Zo zijn ontwikkelingen in de wiskunde en natuurkunde van direct belang voor nieuwe inzichten in de kosmologie.

## Kosmologie en religie
Met het ontstaan van de moderne natuurwetenschappen in de 15e en 16e eeuw kwam het tot spanningen tussen de opkomende wetenschap en de christelijke scheppingsleer, die zich op het aristotelische hylemorfisme en teleologische denken baseerde. Wrijving tussen theologie en natuurwetenschappen ontstond vaak rond kosmologische vraagstukken (ontstaan van de materie, ontstaan van de mens), waarbij cultuurgebonden voorstellingen (bijvoorbeeld de schepping van de wereld in zes dagen in Genesis) letterlijk werden genomen, hetgeen leidde tot strijd: het vraagstuk van geocentrisme versus heliocentrisme (Galilei) of de constante soorten versus de evolutietheorie. Tegenwoordig is er nog weerstand vanuit de hoek van creationisten, die de Bijbel beschouwen als een nauwgezet geschiedenisboek en daarom vasthouden aan een schepping die ongeveer 6000 jaar geleden plaatsvond in plaats van miljarden jaren eerder. Zij probeerden in de tijd van de Reformatie  op grond van de Bijbel de ouderdom van de Aarde te berekenen. Dergelijke berekeningen zijn mogelijk op grond van een Bijbelse tijdlijn, die opgesteld kan worden aan de hand van onder meer de geslachtsregisters in het boek Genesis. De schattingen van verschillende theologen liepen tientallen jaren uiteen, maar men kwam in die tijd (rond 1550) op een ouderdom van ongeveer 5500 jaar.
Aan de andere kant ligt het probleem dat door aanhangers van intelligent design wordt opgeworpen over complexe systemen.
Aan de meningsverschillen ligt een volstrekt andere vraagstelling ten grondslag. Religie gaat over zingeving van het menselijk bestaan en de verhouding tussen God en mens, terwijl in de natuurwetenschappen de wetmatigheden van de materie centraal staan. Tegenwoordig beschouwen de meeste godsdiensten de gangbare natuurwetenschappelijke (hypo)thesen over het ontstaan van de wereld als niet in strijd met hun wereldbeschouwing. Het wel of niet aanvaarden van een schepper in een werkhypothese voor biologie of natuurwetenschappelijke kosmologie gaat volgens hen voorbij aan de vraag naar de zin van het zijn (ontologie, zijnsorde, teleologie, eschatologie) en naar het onderscheid tussen het zijn en het niets. Zowel de oerknaltheorie als de "beginloosheid" van de materie (van Stephen Hawking) geven geen antwoord op de vraag waarom materie überhaupt existeert. Om deze redenen menen de meeste westerse godsdiensten dat de natuurwetenschappen het bestaan van God bevestigen noch ontkennen. Anderzijds meent slechts een enkele natuurwetenschapper dat de natuurwetenschap iets zinnigs te melden heeft over het bestaan van een god. In de woorden van de evolutiebioloog Stephen Jay Gould zijn religie en natuurwetenschap Non Overlapping Magisteria.
In het boeddhisme ontbreekt een schepper en sommige van de huidige wetenschappelijke theorieën passen goed binnen de boeddhistische kosmologie.